# CART v roce 1999
Sezóna 1999 v CART PPG IndyCar World Series byla 21. sezónou CART World Series. Začala 21. března 1999 v Miami a skončila 30. října po 20 závodech.

## Pravidla
Bodový systém:
1. – 20 bodů
2. – 16 bodů
3. – 14 bodů
4. – 12 bodů
5. – 10 bodů
6. – 8 bodů
7. – 6 bodů
8. – 5 bodů
9. – 4 body
10. – 3 body
11. – 2 body
12. – 1 bod

Další 2 body za pole positions.

## Složení týmů
| Tým                     | Vůz     | Motor    | Pneumatiky | *     | Pilot                                                    |
| ----------------------- | ------- | -------- | ---------- | ----- | -------------------------------------------------------- |
| Newman-Haas Racing      | Swift   | FordXB   | Firestone  | 6     | Michael Andretti                                         |
| Newman-Haas Racing      | Swift   | FordXB   | Firestone  | 11    | Christian Fittipaldi Roberto Moreno                      |
| Newman-Haas Racing      | Swift   | FordXB   | Firestone  | 25    | Cristiano Da Matta                                       |
| Forsythe Racing         | Reynard | Mercedes | Firestone  | 33    | Patrick Carpentier                                       |
| Forsythe Racing         | Reynard | Mercedes | Firestone  | 44    | Tony Kanaan                                              |
| Forsythe Racing         | Reynard | Mercedes | Firestone  | 99    | Greg Moore                                               |
| Chip Ganassi Racing     | Reynard | Honda    | Firestone  | 4     | Juan Pablo Montoya                                       |
| Chip Ganassi Racing     | Reynard | Honda    | Firestone  | 12    | Jimmy Vasser                                             |
| Team Rahal              | Reynard | FordXB   | Firestone  | 7     | Max Papis                                                |
| Team Rahal              | Reynard | FordXB   | Firestone  | 8     | Bryan Herta                                              |
| Team Rahal              | Reynard | FordXB   | Firestone  | 44    | Tony Kanaan                                              |
| Marlboro Team Penske    | Penske  | Mercedes | Firestone  | 2     | Al Unser Jr.                                             |
| Marlboro Team Penske    | Penske  | Mercedes | Firestone  | 3     | Tarso Marques Alex Barron Gonzalo Rodriguez              |
| Andretti Green Racing   | Reynard | Honda    | Firestone  | 26    | Paul Tracy                                               |
| Andretti Green Racing   | Reynard | Honda    | Firestone  | 27    | Dario Franchitti                                         |
| PacWest                 | Reynard | Mercedes | Firestone  | 17    | Mauricio Gugelmin                                        |
| PacWest                 | Reynard | Mercedes | Firestone  | 18    | Mark Blundell Roberto Moreno                             |
| Team Australia          | Reynard | Honda    | Firestone  | 4/5   | Gil de Ferran                                            |
| Team Australia          | Reynard | Honda    | Firestone  | 15    | Naoki Hattori Memo Gidley                                |
| Hogan Racing            | Lola    | Mercedes | Firestone  | 9     | Helio Castroneves                                        |
| Hogan Racing            | Lola    | Mercedes | Firestone  | 21    | Luiz Garcia Jr.                                          |
| Patrick Racing          | Reynard | FordXB   | Firestone  | 6/11  | Roberto Moreno                                           |
| Patrick Racing          | Reynard | FordXB   | Firestone  | 20    | PJ Jones Jan Magnussen                                   |
| Patrick Racing          | Reynard | FordXB   | Firestone  | 40    | Adrian Fernandez PJ Jones                                |
| Dale Coyne Racing       | Reynard | Honda    | Firestone  | 15    | Naoki Hattori                                            |
| Dale Coyne Racing       | Reynard | Honda    | Firestone  | 19    | Michel Jourdain Jr.                                      |
| Dale Coyne Racing       | Reynard | Honda    | Firestone  | 34    | Dennis Vitolo                                            |
| Dale Coyne Racing       | Reynard | Honda    | Firestone  | 71    | Luiz Garcia Jr. Memo Gidley                              |
| Bettenhausen Racing     | Reynard | FordXB   | Firestone  | 15/71 | Memo Gidley                                              |
| Bettenhausen Racing     | Reynard | FordXB   | Firestone  | 16    | Shigeaki Hattori Gualter Salles                          |
| Bettenhausen Racing     | Reynard | FordXB   | Firestone  | 34/36 | Gualter Salles                                           |
| Arciero-Wells Racing    | Swift   | Toyota   | Firestone  | 22    | Robby Gordon                                             |
| Arciero-Wells Racing    | Swift   | Toyota   | Firestone  | 24    | Scott Pruett                                             |
| Arciero-Wells Racing    | Swift   | Toyota   | Firestone  | 25    | Cristiano Da Matta                                       |
| All American Racing     | Eagle   | Toyota   | Firestone  | 20/40 | PJ Jones                                                 |
| All American Racing     | Eagle   | Toyota   | Firestone  | 36    | Alex Barron Gualter Salles Andrea Montermini Raul Boesel |
| PPI Motorsports         | Reynard | Toyota   | Firestone  | 24    | Scott Pruett                                             |
| PPI Motorsports         | Reynard | Toyota   | Firestone  | 25    | Cristiano Da Matta                                       |
| Della Penna Motorsports | Swift   | FordXB   | Firestone  | 10    | Richie Hearn                                             |

## Velké ceny
| Datum        | Závod            | Vítěz                | Vůz         | Výsledky |
| ------------ | ---------------- | -------------------- | ----------- | -------- |
| 21. březen   | Miami            | Greg Moore           | Reynard 991 | Výsledky |
| 9. duben     | 500 Firehawk     | Adrian Fernandez     | Reynard 981 | Výsledky |
| 18. duben    | Long Beach       | Juan Pablo Montoya   | Reynard 991 | Výsledky |
| 2. květen    | Spark Plung      | Juan Pablo Montoya   | Reynard 991 | Výsledky |
| 15. květen   | Rio              | Juan Pablo Montoya   | Reynard 991 | Výsledky |
| 29. květen   | 300 Motorola     | Michael Andretti     | Swift 010.c | Výsledky |
| 6. červen    | 225 Miller Light | Paul Tracy           | Reynard 991 | Výsledky |
| 20. červen   | 200 G.I.Joe´s    | Gil de Ferran        | Reynard 991 | Výsledky |
| 29. červen   | Cleveland        | Juan Pablo Montoya   | Reynard 991 | Výsledky |
| 11. červenec | 200 Havoline     | Christian Fittipaldi | Swift 010.c | Výsledky |
| 18. červenec | Indy Toronto     | Dario Franchitti     | Reynard 991 | Výsledky |
| 25. červenec | 500 Michigan     | Tony Kanaan          | Reynard 991 | Výsledky |
| 8. srpen     | Detroit          | Dario Franchitti     | Reynard 991 | Výsledky |
| 15. srpen    | 200 Miller Lite  | Juan Pablo Montoya   | Reynard 991 | Výsledky |
| 22. srpen    | Target           | Juan Pablo Montoya   | Reynard 991 | Výsledky |
| 5. září      | Indy Vancouver   | Juan Pablo Montoya   | Reynard 991 | Výsledky |
| 12. září     | Monterey         | Bryan Herta          | Reynard 991 | Výsledky |
| 26. září     | Houston          | Paul Tracy           | Reynard 991 | Výsledky |
| 17. říjen    | 300 Indy Honda   | Dario Franchitti     | Reynard 991 | Výsledky |
| 30. říjen    | 500 Malboro      | Adrian Fernandez     | Reynard 981 | Výsledky |

## Konečné hodnocení Světové série

### Jezdci
1. Juan Pablo Montoya (R) 212
2. Dario Franchitti 212
3. Paul Tracy 161
4. Michael Andretti 151
5. Max Papis 150
6. Adrian Fernandez 140
7. Christian Fittipaldi 121
8. Gil de Ferran 108
9. Jimmy Vasser 104
10. Greg Moore 97
11. Tony Kanaan 85
12. Bryan Herta 84
13. Patrick Carpentier 61
14. Roberto Moreno 58
15. Helio Castro-Neves 48
16. Mauricio Gugelmin 44
17. PJ Jones 38
18. Cristiano da Matta (R) 32
19. Scott Pruett 28
20. Robby Gordon 27
21. Al Unser Jr. 26
22. Richie Hearn 26
23. Mark Blundell 9
24. Jan Magnussen 8
25. Michel Jourdain Jr. 7
26. Gualter Salles 5
27. Alex Barron 4
28. Tarso Marques (R) 4
29. Memo Gidley (R) 4
30. Dennis Vitolo 2
31. Andrea Montermini 2
32. Raul Boesel 1
33. Gonzalo Rodriguez (R) 1

### Rookie of the Year
1. Juan Pablo Montoya (R) 212
2. Cristiano da Matta (R) 32
3. Tarso Marques (R) 4
4. Memo Gidley (R) 4
5. Gonzalo Rodriguez (R) 1

### Pohár národů
1. Brazílie 271
2. USA 264
3. Kanada 248
4. Kolumbie 212
5. Skotsko 212
6. Itálie 152
7. Mexiko 140
8. Švédsko 135
9. Anglie 9
10. Dánsko 8
11. Uruguay 1
12. Japonsko 0

### Nejlepší motor
1. Honda 383
2. Ford Cosworth 301
3. Mercedes 193
4. Toyota 80

### Pohár konstruktérů
1. Reynard 424
2. Swift 241
3. Lola 69
4. Eagle 13
5. Penske 10